# Малавичина (Козенца)
Малавичина је насеље у Италији у округу Козенца, региону Калабрија.
Према процени из 2011. у насељу је живело 369 становника. Насеље се налази на надморској висини од 352 м.